# هدایت‌الله مکرم افشار
هدایت الله مکرم افشار  از سیاستمداران ایرانی بود، که در دوره‌های یازدهم،  دوازدهم و  سیزدهم بعنوان نماینده قزوین  در مجلس شورای ملی حضور داشت.